# Thelcticopis virescens
Thelcticopis virescens är en spindelart som beskrevs av Pocock 1901. Thelcticopis virescens ingår i släktet Thelcticopis och familjen jättekrabbspindlar. Inga underarter finns listade i Catalogue of Life.